# Oude Prinslandse Polder
De Oude Prinslandse Polder is een grote polder die deel uitmaakt van de gemeente Steenbergen. Ze meet 2300 ha en bestaat uit zware zeeklei.
De polder bevindt zich ten westen van Stampersgat en wordt omgrensd door de Dintel, de Roosendaalse Vliet en enkele dijken, zoals de Zuid Zeedijk, de Gastelse Dijk West, de Noord Zeedijk, de Oudlandse Dijk en de Bloemendijk. De plaats Dinteloord ligt in de polder, die tevens enkele kreken en kreekrestanten bevat: de Potmarkreek, de Molenkreek en de Derriekreek. Sinds 1983 doorsnijdt het Mark-Vlietkanaal het oostelijk deel van de polder.

## Geschiedenis
Initiatiefnemer tot inpoldering was Filips Willem van Oranje in zijn functie als Heer van Steenbergen. Reden was dat er in de omgeving sinds 1548 reeds diverse gorzen waren ingepolderd en dat ook de aanwassen in dit gebied rijp voor inpoldering waren.
Aangezien het gebied op de toenmalige grens van Holland en Brabant was gelegen, werd vergunning aangevraagd bij de besturen van beide (in staat van oorlog verkerende) gebieden, zijnde de in Brussel zeteldende aartshertog en de Staten-Generaal te Den Haag. In 1604 was de vergunning namens beide partijen verleend en in 1605 startte de indijking van het gebied, die hetzelfde jaar nog werd voltooid. Het gebied heette aanvankelijk Prinsenland, een naam die in de latere gemeentenaam Dinteloord en Prinsenland nog terug te vinden was.
Het nieuwe gebied was oorspronkelijk bestuurlijk afhankelijk van Steenbergen, maar het werd vrij snel een zelfstandig leen van de Prinsen van Oranje, dat echter voor de rechtspraak wel afhankelijk bleef van het Leenhof van Breda. Voorts vormde de Oude Prinslandse Polder een waterschap met een eigen bestuur. In de hieropvolgende eeuwen werden ook de omliggende gebieden ingepolderd en was er van overstromingsrampen niet veel meer te duchten.
De polder werd ingericht voor de landbouw: tarwe, haver, gerst, paardenbonen, erwten, koolzaad, vlas en meekrap werden er verbouwd. In 1889 werd het eerste stoomgemaal gebouwd en vanaf 1913 werden de polderwegen verhard, terwijl in de jaren 30 van de 20e eeuw, bij wijze van werkverschaffing, de waterlopen in de polder werden uitgediept.
Per 1 januari 1988 werd het waterschap Oude Prinslandse Polder opgeheven en ging op in het Waterschap De Vierlinghpolders.

## Externe bron
- Inventaris Archief